# Coracias
Coracias é um gênero zoológico da família Coraciidae, descrito por Linnaeus em 1758. Este género compreende nove espécies.

## Espécies
Este género compreende nove espécies:
- Rolieiro-europeu, Coracias garrulus
- Rolieiro-abissínio, Coracias abyssinicus
- Rolieiro-de-peito-lilás, Coracias caudatus
- Rolieiro-de-raquetes, Coracias spatulatus
- Rolieiro-de-sobrancelhas-brancas, Coracias naevia
- Rolieiro-indiano, Coracias benghalensis
- Rolieiro-indochinês, Coracias affinis
- Rolieiro-d'asa-púrpura, Coracias temminckii
- Rolieiro-de-barriga-azul, Coracias cyanogaster